# Igor' Skljarov
Igor' Evgen'evič Skljarov (in russo Игорь Евгеньевич Скляров?; Taganrog, 31 agosto 1966) è un ex calciatore sovietico e russo.

## Biografia
È sposato con Natal'ja Jurčenko, più volte campionessa mondiale di ginnastica.

## Carriera

### Club
Cominciò la sua carriera nel Torpedo Taganrog, formazione militante nella terza serie del campionato sovietico. Passato allo SKA Rostov, squadra di seconda serie, ottenne, grazie al secondo posto del 1983, l'accesso alla massima serie sovietica.
Sceso immediatamente in seconda serie, dopo un altro anno allo SKA Rostov passò alla Dinamo Mosca, club in cui militò per otto stagioni, tutti nella massima serie (prima sovietica, poi russa). Nell'ultimo anno di attività scese prima in seconda serie con il Metallurg Lipeck, poi in terza con lo Spartak Rjazan'.

### Nazionale
Con la Nazionale Under-20 di calcio dell'Unione Sovietica ha disputato i mondiali di categoria nel 1985.
Con la Nazionale olimpica di calcio dell'Unione Sovietica vanta nove presenze e la vittoria della medaglia d'oro ai Giochi olimpici di Seul 1988.
Con la Russia giocò una partita il 17 febbraio 1993 contro El Salvador.

## Palmarès

### Nazionale
- Oro olimpico: 1

Seul 1988